# Шелімар (Флорида)
Шелімар (англ. Shalimar) — місто (англ. town) в США, в окрузі Окалуса штату Флорида. Населення — 737 осіб (2020).

## Географія
Шелімар розташований за координатами 30°26′36″ пн. ш. 86°34′59″ зх. д. / 30.44333° пн. ш. 86.58306° зх. д. (30.443253, -86.583026).  За даними Бюро перепису населення США в 2010 році місто мало площу 0,74 км², уся площа — суходіл.

## Демографія
Згідно з переписом 2010 року, у місті мешкало 717 осіб у 306 домогосподарствах у складі 217 родин. Густота населення становила 971 особа/км².  Було 328 помешкань (444/км²).
Расовий склад населення:
| - 88,0 % — білих - 3,8 % — азіатів - 3,2 % — чорних або афроамериканців - 1,1 % — вихідців з тихоокеанських островів - 1,0 % — корінних американців |

До двох чи більше рас належало 2,1 %. Частка іспаномовних становила 5,6 % від усіх жителів.
За віковим діапазоном населення розподілялося таким чином: 19,4 % — особи молодші 18 років, 65,5 % — особи у віці 18—64 років, 15,1 % — особи у віці 65 років та старші. Медіана віку мешканця становила 47,4 року. На 100 осіб жіночої статі у місті припадало 90,7 чоловіків;  на 100 жінок у віці від 18 років та старших — 89,5 чоловіків також старших 18 років.
Середній дохід на одне домашнє господарство  становив 92 876 доларів США (медіана — 80 000), а середній дохід на одну сім'ю — 102 094 долари (медіана — 88 750). За межею бідності перебувало 8,1 % осіб, у тому числі 17,3 % дітей у віці до 18 років та 3,0 % осіб у віці 65 років та старших.
Цивільне працевлаштоване населення становило 300 осіб. Основні галузі зайнятості: освіта, охорона здоров'я та соціальна допомога — 23,0 %, мистецтво, розваги та відпочинок — 18,3 %, науковці, спеціалісти, менеджери — 16,0 %.